# 叙情悲劇
叙情悲劇（じょじょうひげき、抒情悲劇、フランス語: tragédie lyrique トラジェディ・リリック）または音楽悲劇（おんがくひげき、仏: tragédie en musique）は、ジャン＝バティスト・リュリがフランス・オペラに導入し、18世紀後半までその追随者によって作られた、オペラの1ジャンル。

## 概略
このジャンルに属するオペラは通常、古代ギリシア・古代ローマの神話か、もしくはトルクァート・タッソやルドヴィーコ・アリオストのイタリアのロマンティックな叙事詩に基づいて作られた。物語の結末は必ずしも悲劇的なわけではなく、実際のところ、一般には悲劇的ではなかった。しかし雰囲気は高貴で高尚なものでなければならなかった。典型的な叙情悲劇は5幕ものだった。初期の叙情悲劇は寓意的なプロローグを持ち、ルイ14世の時代には、王の高貴さと戦での勇敢さを讃美することが一般的だった。
5幕それぞれが基本的なパターンに従って書かれた。主要登場人物の1人がその感情を表すアリアで幕を開け、短いアリア（petits airs）が散りばめられたレチタティーヴォの対話が続き、その中で事件が起こる。因襲的に各幕は合唱やバレエ団の見せ場であるディヴェルティスマンで締められた。時には作曲者が演劇上の理由から、幕の中の見せ場の順番を変えることもあった。
リュリ以外で、叙情悲劇の著名な作曲家といえばジャン＝フィリップ・ラモーがいて、この形式で書かれた5つの作品（後述の一覧を参照）はこのジャンルの最高傑作と見なされている。『The Viking Opera Guide』はマルカントワーヌ・シャルパンティエの悲劇『メデア』を「議論の余地はあるが17世紀の最もすぐれたフランス・オペラ」として言及している。18世紀では、ジャン＝マリー・ルクレールの唯一の悲劇『シラとグロキュス（（スキュレーとグラウコス））』が同様の賞賛を得ている。その他の叙情悲劇で評価の高い作曲家は、アンドレ・カンプラ（『タンクレディ』、『イドメネオ』）、マラン・マレー（『アルシオーヌ』）、ミシェル・ピニョレ・ド・モンテクレール（『ジェフテ』）などである。

## 叙情悲劇の一覧

### ジャン＝バティスト・リュリ
- カドミュスとエルミオーヌ（1673年。en:Cadmus et Hermione）
- アルセスト （1674年。en:Alceste (Lully)）
- テセウス（1675年。en:Thésée）
- アティス（1676年。en:Atys (Lully)）
- イシス（1677年。en:Isis (Lully)）
- プシシェ（1678年。en:Psyché）
- ベレロフォン（1679年。en:Bellérophon）
- プロセルピーヌ（1680年。en:Proserpine (Lully)）
- ペルセウス（1682年。en:Persée）
- ファエトン（1683年。en:Phaëton (Lully)）
- アマディス（1684年。en:Amadis (Lully)）
- ロラン（1685年。en:Roland (Lully)）
- アルミード（英語版）（1686年。en:Armide (Lully)）
- アシールとポリュクセーヌ（1687年。パスカル・コラッスが補筆。en:Achille et Polyxène）

### リュリの息子たち
- Orontée（1688年。ジャン＝ルイ・リュリ&パオロ・フランチェスコ・ロレンツァーニ）
- Orphée（1690年。ルイ・リュリ&ジャン＝バティスト・リュリ（子））
- アルシード（ルイ・リュリ&マラン・マレー）

### パスカル・コラス
en:Pascal Collasse参照。
- Thétis et Pelée（1689年）
- Énée et Lavinie（1691年）
- Jason, ou la toison d'or（1696年）
- Canente（1700年）
- Polyxène et Pirrhus（1706年）

### マルカントワーヌ・シャルパンティエ
- ダビデとヨナタン（1688年。en:David et Jonathas）
- メデア（1693年。en:Médée (Charpentier)）

### アンリ・デマレ
- Didon（1693年）
- Circé（1694年）
- Théagène et Chariclée（1695年）
- Vénus et Adonis（1697年）
- Iphigénie en Tauride（1704年。アンドレ・カンプラ補筆）
- Renaud ou la suite d'Armide（1722年）

### マラン・マレー
- アルシード(（1693年。ルイ・リュリと共作）
- アリアーヌとバッカス（1696年）
- アルシオーヌ（1706年）
- セメレ（1709年）

### エリザベト・ジャケ＝ド＝ラ＝ゲール
- セファールとプロクリ（1694年）

### シャルル＝ユベール・ジェルヴェ
fr:Charles-Hubert Gervais参照。
- Méduse（1697年）
- Hypermnestre（1716年）

### アンドレ・カルディナル・デトゥーシュ
- Amadis de Grèce（1699年）
- Omphale（1701年）
- Callirhoé（1712年）

### アンドレ・カンプラ
- エジオーヌ（1700年。en:Hésione）
- タンクレディ（1702年。en:Tancrède）
- アルシーヌ（1705年。en:Alcine）
- Hippodamie（1708年）
- イドメネオ（1712年。en:Idoménée）
- Télèphe（1713年）
- Camille, Reine des Volsques（1717年）

### ジャン＝フェリ・ルベル
- Ulysse（1702年）

### フランソワ・ブヴァール
- Médus, Roi des Mèdes（1702年）

### Louis de la Coste
- Philomèle（1705年）
- Bradamante（1707年）
- Créuse l'Athénienne（1712年）
- Télégone（1725年）
- Orion（1728年）
- Byblis（1732年）

### Toussaint Bertin de la Doué
- Cassandre（1706年。フランソワ・ブヴァールと共作）
- Diomède（1710年）
- Ajax（1712年）

### Joseph François Salomon
- Médée et Jason（1713年）
- Théonoé（1715年）

### ジャン＝バティスト・マト
en:Jean-Baptiste Matho参照。
- Arion（1714年）

### ジャン＝ジョゼフ・ムーレ
- Ariane（1717年）
- Pirithoüs（1723年）

### フランソワ・フランクール&フランソワ・ルベル
en:François Rebel参照。
- Pirame et Thisbé（1726年）
- Tarsis et Zélie（1728年）
- Scanderberg（1735年）

### ジョゼフ＝ニコラ＝パンクラス・ロワイエ
- Pyrrhus（1730年）

### ミシェル・ピニョレ・ド・モンテクレール
- ジェフテ（1732年）

### ジャン＝フィリップ・ラモー
- イポリートとアリシー（1733年。Hippolyte et Aricie）
- カストールとポリュックス（英語版）（1737年。Castor et Pollux）
- ダルダニュス（英語版）（1739年。Dardanus）
- ゾロアストル（英語版）（1749年、改訂1756年。Zoroastre）
- レ・ボレアード（1763年。Les Boréades）

、、

### Charles-Louis Mion
fr:Charles-Louis Mion参照。
- Nitetis（1741年）

### François Colin de Blamont
en:François Colin de Blamont参照。
- Jupiter, Vainqueur des Titans（1745年。ベルナール・ド・ビュリ（en:Bernard de Bury）と共作）

### ジャン＝マリー・ルクレール
- シラとグロキュス（スキュレーとグラウコス）（1746年。en:Scylla et Glaucus）

### Marquis de Brassac
- Léandre et Héro（1750年）

### アントワーヌ・ドーヴェルニュ
en:Antoine Dauvergne参照。
- Hercule mourant（1761年）
- Polyxène（1763年）

### ジャン＝ジョゼフ・ド・モンドンヴィル
- テセウス（1765年）